# 日本キリスト教会神学校
日本キリスト教会神学校（にほんキリストきょうかいしんがっこう、英語: Seminary of Church of Christ）は、日本のキリスト教神学校。1955年4月に開校。1995年4月に移転してからは、埼玉県川越市にある。改革派の流れをくむ日本キリスト教会が運営している。

## 概略
- 神学校所在地は、〒350-0807　埼玉県川越市吉田2-2　2017年1月現在の神学校校長は、松田信二牧師。
- 学生は、正科生の他、全科聴講生、特別聴講生、聴講生、委託学生がいる。

## 交通アクセス
- 東武バスウエスト川越シャトル 10系統 小堤停留所から徒歩1分川越シャトルの車両

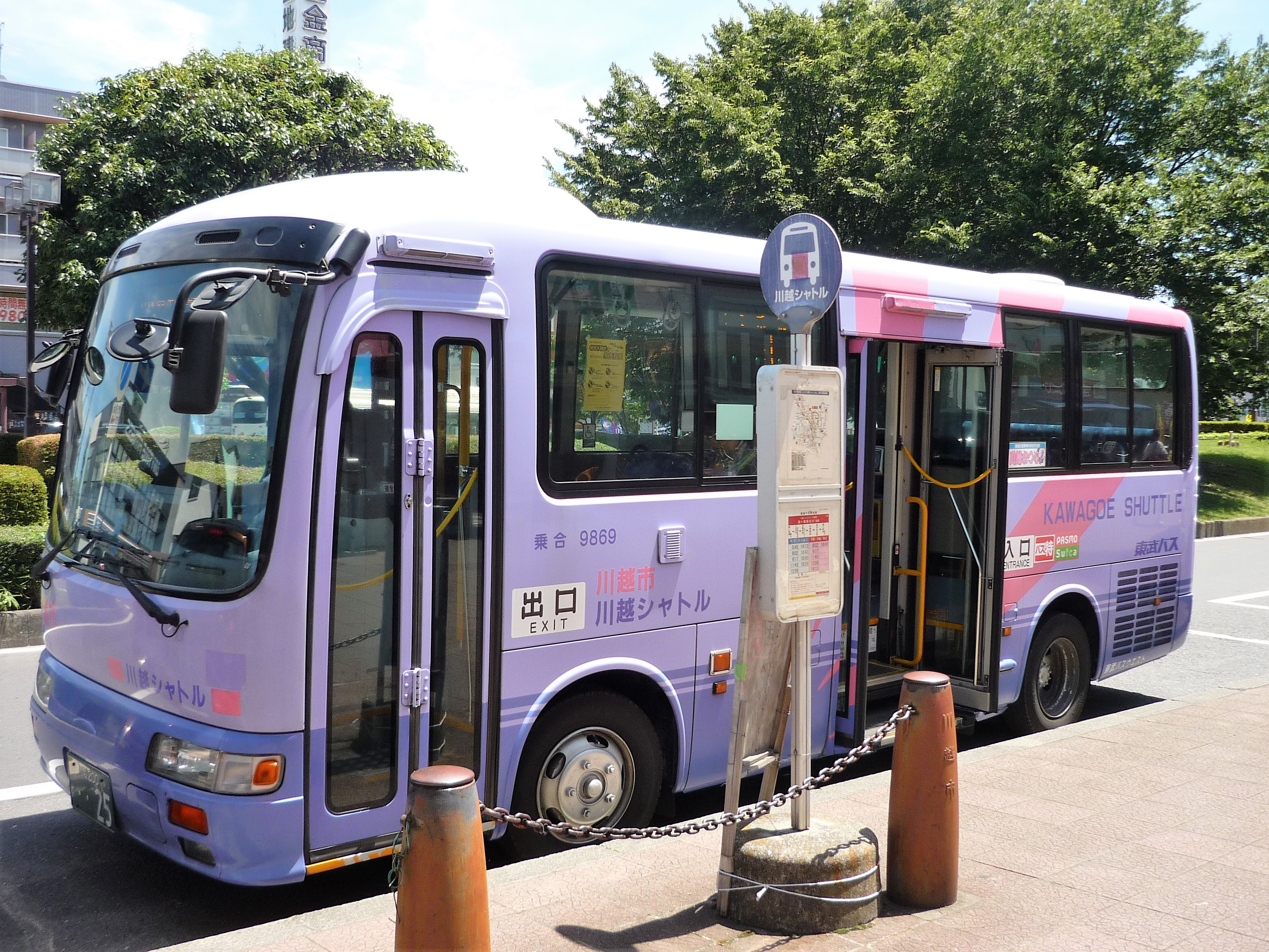
川越シャトルの車両
鶴ヶ島駅西口にて
東武バスウエスト 9869号車

鶴ヶ島駅西口にて
東武バスウエスト 9869号車
- 東武東上線霞ヶ関駅下車、北口から徒歩15分